# Ernst Blümner

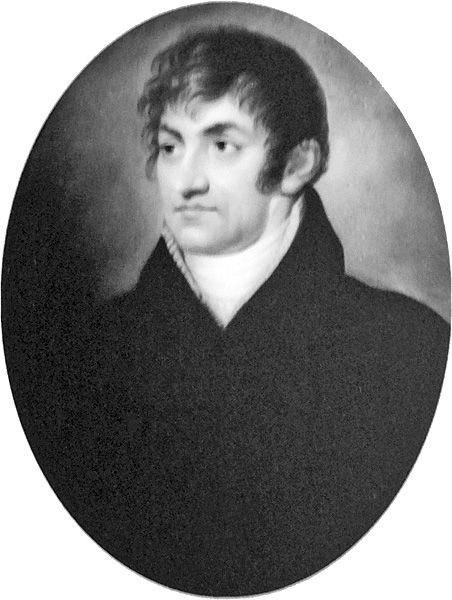
Ernst Blümner um 1810

Ernst Blümner, ab 1811 Freiherr Blümner von Frohburg (* 26. Januar 1779 in Leipzig; † 14. September 1815 ebenda) war ein sächsischer Legationsrat und Rittergutsbesitzer. Er verhalf dem Schloss Frohburg Anfang des 19. Jahrhunderts zu überregionaler kultur- und kunstgeschichtlicher Bedeutung.

## Leben
Ernst Blümner war der Sohn des kurfürstlich-sächsischen Kommissionsrates Johann Gottfried Blümner (1724–1798), Amtmann des Kreisamtes Leipzig. Sein Bruder Heinrich (1765–1839) war  Leipziger Ratsherr und Vorsteher der Ratsbibliothek.
Ernst Blümner begann 1795 sein Jurastudium an der Universität Leipzig und beschloss es von 1799 bis 1801 an der Universität Göttingen. Anschließend unternahm er eine dreijährige Bildungsreise auch unter dem Aspekt der Vorbereitung für einen möglichen höheren Staatsdienst. Sie führte ihn nach Frankreich, England, Schottland, der Schweiz, Italien und Österreich. Dabei wurde er unter anderem von dem Rechtswissenschaftler Christian August Gottlieb Göde begleitet.

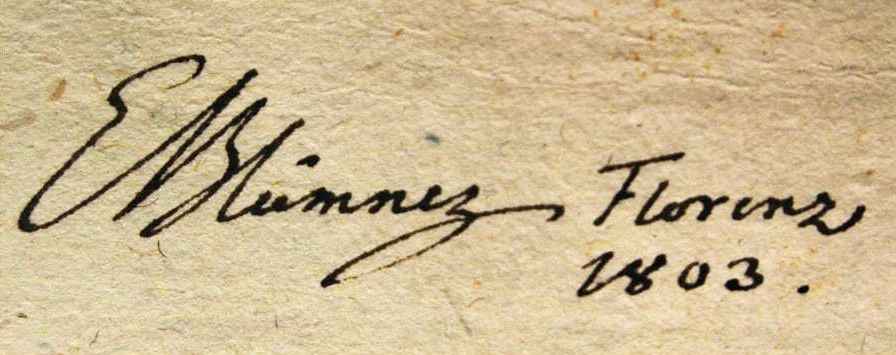
Autogramm Ernst Blümners

Bereits 1798 hatte er zusammen mit seinen Geschwistern Heinrich und Caroline († 1853 als Caroline Gruner) das Gut und Schloss Frohburg geerbt, das ihr Vater 1777 erworben hatte. 1801 überließen ihm die Geschwister ihre Anteile, sodass Ernst alleiniger Besitzer von Frohburg wurde. Nach der Rückkehr von seiner Bildungsreise übernahm er die Leitung des Frohburger Gutes.
Nach der Schlacht bei Jena bemühte er sich um eine Position im diplomatischen Dienst Sachsens, die er 1807 als Legationsrat im „Departement der auswärtigen Verhältnisse“ erhielt. Nach einer Unterbrechung auf Gut Frohburg trat er 1810 wieder in den Staatsdienst, nunmehr als geheimer Legationsrat. Er erledigte Aufgaben als politischer Gesandter Sachsens am preußischen Hof in Berlin und am napoleonischen Hof in Paris. Nach seiner Rückkehr wurde er 1811 als „Ernst Blümner von Frohburg“ in den Sächsischen Freiherrenstand erhoben.
Am 28. Juni 1813 heiratete er Luise Auguste Adelheid von Funck (1789–1849), die Tochter des sächsischen Generalleutnants Karl Wilhelm Ferdinand von Funck (1761–1828). Am 4. März 1815 wurde der Sohn Ernst August geboren, der bereits 1832, erst 16-jährig, verstarb.
Von einer Brustkrankheit (vermutlich Lungentuberkulose) suchte Ernst Blümner von Frohburg Heilung bei Kuraufenthalten in Nizza und Karlsbad, verstarb aber schließlich, erst 36-jährig, in Leipzig.

## Wirken in Frohburg
Ernst  Blümner  war  eine gebildete und kulturgeschichtlich  interessierte Persönlichkeit, was nicht zuletzt auch auf seinen Italienaufenthalt zurückzuführen war. Er hatte zahlreiche Kontakte zur Dresdner Kunstszene. Er war bekannt mit der Familie Christian Gottfried Körners (1756–1831), mit Friedrich Schiller (1759–1805), Heinrich von Kleist (1777–1811), Caspar David Friedrich (1774–1840), Carl Ludwig Kaaz (1773–1810) und Carl Maria von Weber (1786–1826). Er besaß eine Sammlung von Bildern zeitgenössischer Maler, wie Philipp Hackert (1737–1807), Dorothea Stock (1760–1832), Johann Carl Rößler (1760–1832) und Carl Ludwig Kaaz. Zu dieser Sammlung soll auch ein von Werk Caspar David Friedrich gehört haben.

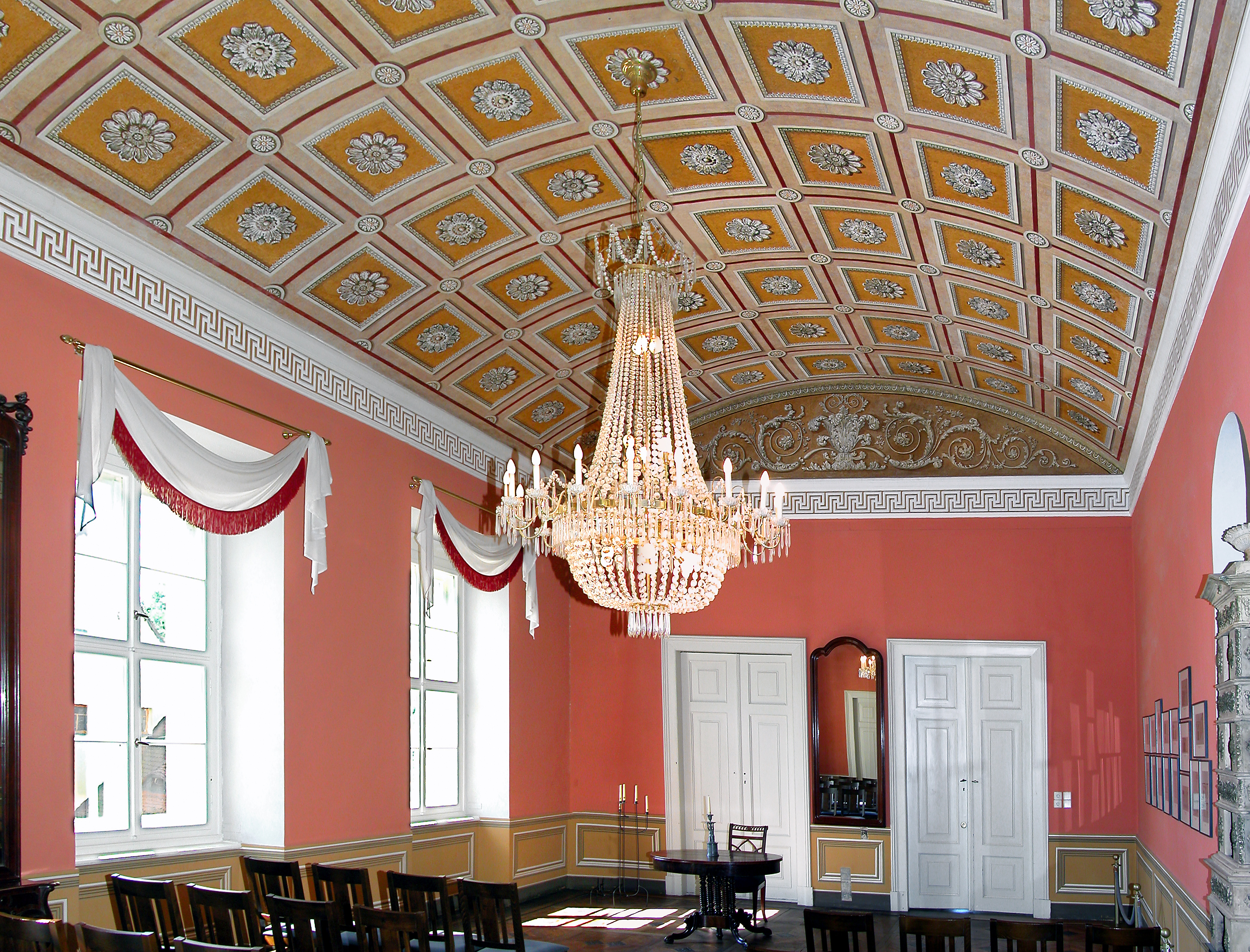
Bildersaal
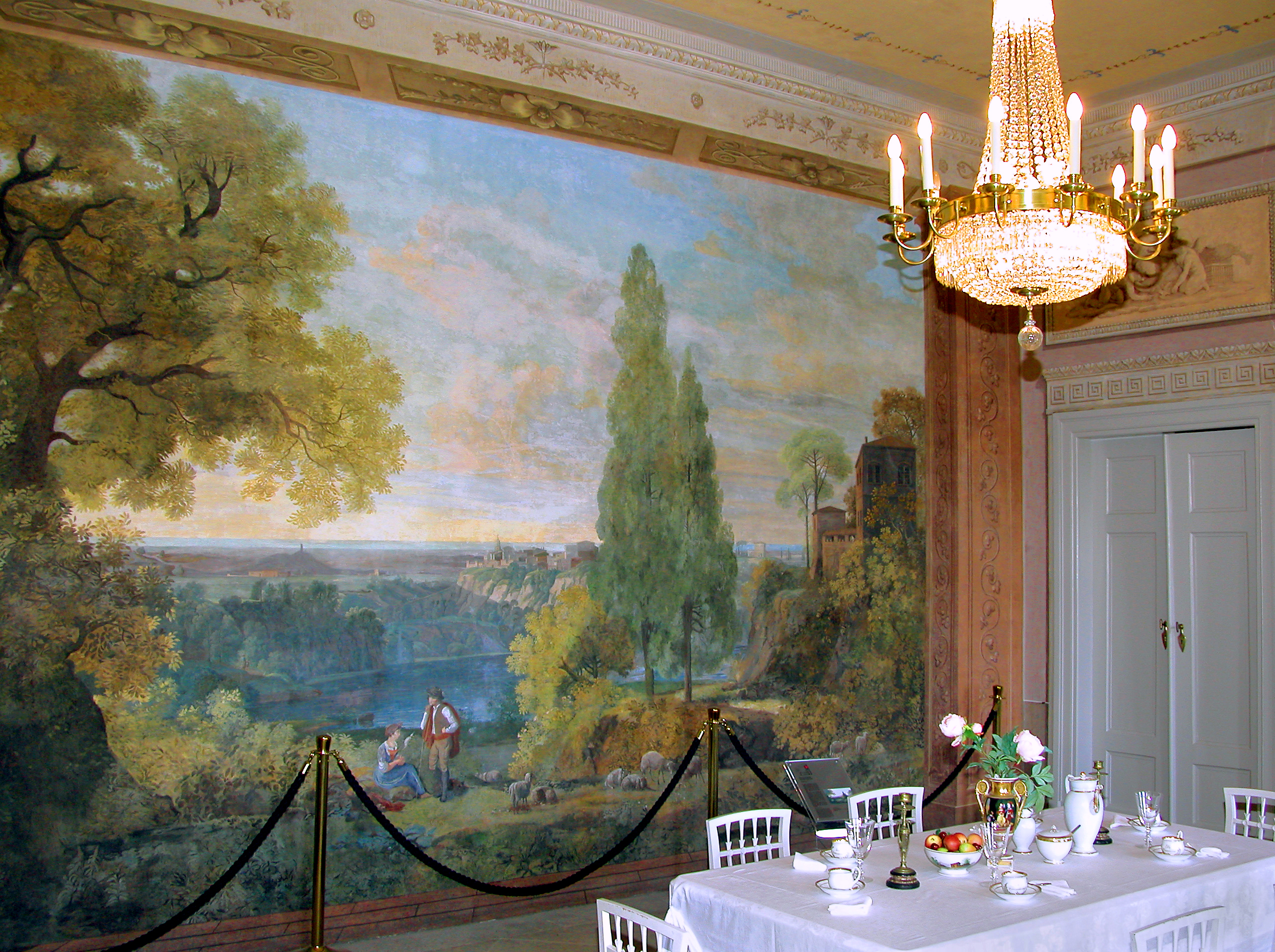
Wandbild Nemisee im Steinsaal

Für seine Sammlung ließ sich Ernst Blümner vom Dresdner Maler und Architekten Johann Gottfried Klinsky (1765–1828) in klassizistischer Gestaltung eine Galerie, den Bildersaal, einrichten. Carl Ludwig Kaaz malte in einem weiteren klassizistischen Saal, dem Steinsaal, ein großes Wandbild mit einer Ideallandschaft am italienischen Nemisee. Dieses vermutlich 1805 fertiggestellte Wandbild gilt heute mit seinen nahezu sieben Metern Länge als das größte erhaltene aus der Zeit der frühromantischen Malerei in Deutschland.
Die heute restaurierten klassizistischen Raumgestaltungen und die damals in ihnen enthaltenen Kunstwerke machten das Schloss Frohburg schon kurz nach ihrer Vollendung weit über die Landesgrenzen hinaus bekannt.
Viel Bewunderung rief zu ihrer Zeit auch eine Flucht von vier klassizistischen Zimmern hervor, die in zunehmender Farbstärke alle im Grundton grün gehalten waren und symbolisch die vier Jahreszeiten bzw. auch vier Lebensalter darstellten und mit entsprechenden symbolhaften Bildern geschmückt waren. Sie fanden 1812 Anerkennung in dem renommierten „Journal des Luxus und der Moden“, gingen aber wegen der veränderten Nutzung des Hauses nach 1945 verloren.
Ernst Blümner veränderte auch den Frohburger Schlosspark. Nachdem er sich Anregungen dazu in Weimar geholt hatte, ließ er den Park nach englischer Manier umgestalten und errichtete das Gartenhaus, um dessen Restaurierung sich der Freundeskreis Schloss Frohburg e. V. bemüht.